# 2019年のJリーグ
この項目では、2019年シーズンの日本プロサッカーリーグ (Jリーグ)について述べる。

## 概要
Jリーグ発足から27年目のシーズン。明治安田生命保険相互会社をタイトルパートナー (冠スポンサー)として、「2019明治安田生命Jリーグ」(英: 2019 MEIJI YASUDA J.LEAGUE) の名称で行われた。2018年12月14日に明治安田生命保険との4年契約を更新し、タイトルマークデザインが変更された。
この年からクラブ編成に関して大きな変更が2点あった。一つは12歳から21歳の間、3シーズンまたは36か月以上、自クラブで登録していた選手の保有を義務づける「ホームグロウン制度」の導入 (J1では2019年シーズンから、J2・J3では2022年シーズンから)、もう一つは外国籍選手枠について、選手登録数の上限を廃止するとともに、試合エントリー (ベンチ入り)上限と試合出場上限をともにJ1で5人、J2とJ3で4人に増加するというものである。後者については、Jリーグ提携国については外国籍選手枠の対象外とされており、従前の「アジア枠」が廃止されている。

## できごと
1月11日
各クラブのホーム開幕カードが発表される。J1は前年同様1試合 (セレッソ大阪 vs ヴィッセル神戸）が2月22日金曜日開幕となり、その他のカードは翌23日土曜日開幕。またJ2のモンテディオ山形・ヴァンフォーレ甲府・ツエーゲン金沢とJ3のブラウブリッツ秋田は第4節がホーム開幕となる。
1月23日
J1・J2・J3の全日程およびJ1第25節まで・J2第31節まで・J3第22節までのキックオフ時刻を発表。ラグビーワールドカップ2019の関係でFC東京が8月から11月にかけてアウェイ8連戦が、ギラヴァンツ北九州が9月にアウェイ4連戦が、ロアッソ熊本が9月から10月にかけてアウェイ4連戦がそれぞれ設定されたほか、横浜F・マリノスがニッパツ三ツ沢球技場で、大分トリニータが大分市営陸上競技場で、アビスパ福岡が東平尾公園博多の森陸上競技場で、それぞれ開催される日程が組まれた。
1月25日
2019JリーグYBCルヴァンカッププライムステージとJ1参入プレーオフ決定戦に於いてビデオ・アシスタント・レフェリー (VAR) を試験的に導入することを発表。
2月1日
同日付での試合運営管理規程の改訂を発表。同規程の対象を「日本サッカー協会が主催するすべての試合」 (天皇杯など)まで広げるのが主な目的。
2月19日
この日行われた理事会で、Jリーグの月間表彰について、J3リーグの「月間MVP」、J2・J3リーグの「月間ベストゴール」およびJ1・J2・J3リーグの「月間優秀監督賞」を新設することを決定。J2の月間ベストゴールに関しては、2016年シーズン以来3年ぶりの復活となる。
また、同日行われた理事会で日本フットボールリーグ (JFL) 所属のラインメール青森とテゲバジャーロ宮崎の2チームをJリーグ百年構想クラブとして承認。
3月10日
この日行われたJ3開幕節・Y.S.C.C.横浜 vs ガイナーレ鳥取（ニッパツ三ツ沢球技場）に41歳1ヶ月9日の安彦考真がJリーグ初出場し、ジーコの持っていたJリーグ最年長初出場記録（40歳2ヶ月13日）を更新。
3月14日
Jリーグ・Jリーグメディアプロモーション・NTTグループの3社により、Jリーグの試合映像やスタッツデータを一元管理・編集し、メディアへの提供や映像配信に活用するデジタルアセットマネジメントハブ、通称「Jリーグ FUROSHIKI」を構築することを発表。
5月17日
この日行われたJ1第12節・浦和レッズ vs 湘南ベルマーレ (埼玉スタジアム2002)の前半31分、湘南MF杉岡大暉のシュートがネットを揺らしたにもかかわらず主審の山本雄大がノーゴールの判定で試合を続行したことにより試合が7分間中断するなど混乱を生じる。この判定について、日本サッカー協会審判委員会は5月20日、主審の山本と副審の川崎秋仁に試合割り当て停止2週間、もう一人の副審である中野卓と第4審の熊谷幸剛に試合割り当て停止1週間の処分を発表。
6月11日
この日から、楽天が展開するOTT/インターネット動画配信サービス「Rakuten Sports」で、J1リーグ毎節3試合を配信することを発表。対象地域はこれまでJリーグの放送・配信を行ってこなかった世界約140の国と地域で、DAZNでの配信を行っている日本などは対象外。
6月22日
この日、開催予定だったJ3 第13節のいわてグルージャ盛岡 vs 福島ユナイテッドFC (いわぎんスタジアム)の試合が雷雨のため中止となった。同試合の代替開催日は8月18日に開催予定とされた。
6月27日
Jリーグでもプレーしたジーコ (鹿島テクニカルディレクター、元日本代表監督)、ギド・ブッフバルト (元浦和、元ドイツ代表)、ドゥンガ (元磐田、元ブラジル代表監督)、洪明甫 (元平塚・柏、元韓国代表監督)の4名が「Jリーググローバルアンバサダー」に就任することを発表。
7月13日
この日行われたJ1第19節・横浜F・マリノス vs 浦和レッズ (日産スタジアム)の後半14分のゴールについて、副審の相樂亨と第4審の大坪博和が運営担当者からの情報を元に「 (オフサイドポジションにいた)横浜FM・FW仲川輝人の得点」と主審の松尾一に伝えたことで判定が二転三転し、試合が約9分間中断するなど混乱を生じる。この判定について、日本サッカー協会審判委員会は7月17日、「外部の情報をもとに判定を下した」として相樂と大坪に1ヶ月の審判資格停止処分、松尾に1ヶ月の試合割り当て停止処分、もう一人の副審であった田尻智計に1試合の試合割り当て停止処分とすることを発表。
また、同じ試合の試合開始前には浦和サポーターが横浜FMの定めた横断幕禁止エリアに横断幕を掲出したことを契機として両クラブのサポーターの間で緩衝エリアフェンス越しの揉み合いが生じ、負傷者も出る事態となったことから、8月22日に行われたJリーグの裁定委員会において両クラブに対しサポーターに対する監督責任義務違反により譴責処分と制裁金200万円を課すことを決定。
7月20日
この日、開催予定だったJ2 第23節の鹿児島ユナイテッドFC vs FC岐阜 (白波スタジアム)の試合が雷雨のため中止となった。同試合の代替開催日は10月30日に開催予定とされた。
7月30日
この日行われた理事会で、アルビレックス新潟のホームタウンを「新潟市・聖篭町・阿賀野市・阿賀町・粟島浦村・出雲崎町・糸魚川市・魚沼市・小千谷市・柏崎市・刈羽村・加茂市・五泉市・佐渡市・三条市・新発田市・上越市・関川村・胎内市・田上町・津南町・燕市・十日町市・長岡市・見附市・南魚沼市・妙高市・村上市・弥彦村・湯沢町」に変更 (新潟市・聖籠町以外の28市町村を追加)することを承認。
また、同日行われた理事会で、tonan前橋 (関東リーグ2部)のJリーグ百年構想クラブからの脱退を承認。
8月9日
J1第26節以降・J2第32節以降・J3第23節以降のキックオフ時刻を発表。
8月17日
この日行われたJ1第23節・清水エスパルス vs 北海道コンサドーレ札幌 (IAIスタジアム日本平)で、札幌が0-8で勝利。札幌の8点差での勝利は1998年のJリーグ1stステージ第6節・セレッソ大阪 vs ジュビロ磐田 (1998年4月15日、C大阪1-9磐田)、2003年J1 1stステージ第14節・ヴィッセル神戸 vs 大分トリニータ (2003年7月26日、神戸0-8大分)、2015年J3第2節・レノファ山口FC vs Jリーグ・アンダー22選抜 (2015年3月21日・山口8-0J-22)、2016年J2第15節・清水エスパルス vs ザスパクサツ群馬（2016年5月28日、清水8-0群馬）と並ぶJリーグタイ記録。
9月21日
この日開催予定だったJ2 第33節のFC琉球 vs モンテディオ山形 (タピック県総ひやごんスタジアム)の試合が台風17号の影響により中止となり、9月23日に代替開催予定とされた。
9月24日
この日開催した理事会で、京都サンガF.C.のホームタウンを「京都市・宇治市・城陽市・向日市・長岡京市・京田辺市・木津川市・亀岡市・南丹市・京丹波町・福知山市・舞鶴市・綾部市」に変更 (福知山市・舞鶴市・綾部市を追加)することを承認。
また、同じ理事会で、J1上位クラブに配分される「理念強化配分金」について、1位及び2位のクラブに配分される額の年配分額を2019年シーズン分 (2020年以降配分)から見直すことを決定。各年度の配分額を均等に近づけるのが目的で、初年度の配分額が1位で4.5億円、2位で1.5億円減る一方、その分が2年目・3年目に配分され、3年間の総額は変わらない。
9月27日
2020シーズンのクラブライセンスの審査結果を公表。
10月4日
この日行われたJリーグの裁定委員会に、7月2日・10日付での日本サッカー協会暴力根絶相談窓口への匿名通報をもとにして行われた、曺貴裁 (湘南ベルマーレ監督)の行動に関する調査報告書 が諮問され、クラブ内で曺によるクラブ職員・選手へのパワーハラスメント行為があったと認定されたとして、Jリーグ規約違反 (Jリーグの目的達成を妨げる行為および公序良俗に反する行為)により、曺監督に譴責処分と出場停止5試合、クラブに対して譴責処分と制裁金200万円を課すことを決定。ただし、曺は8月13日からベンチ入りを含むクラブでの活動を自粛しており、Jリーグではこの期間を出場停止期間に算入し「すでに自粛している5試合をもって、本制裁を科したものとする」との見解を示している。
10月10日-12日
令和元年東日本台風（台風19号）の影響により、10月12日・13日に行われる予定だった以下のJ2・J3計9試合の中止・日程変更を発表。
- 10月12日開催予定試合 - すべて10月10日に中止決定
  - J2第36節・大宮アルディージャ vs アビスパ福岡 (NACK5スタジアム大宮) - 当初「10月13日に代替開催」と発表されたが、影響が大きいため13日朝に代替開催中止・再延期が発表された。11月6日に代替開催。
  - 同・柏レイソル vs 水戸ホーリーホック (三協フロンテア柏スタジアム) - 10月14日に代替開催。
  - 同・横浜FC vs ツエーゲン金沢 (ニッパツ三ツ沢球技場) - 10月15日に代替開催
  - J3第26節・アスルクラロ沼津 vs FC東京U-23 (愛鷹広域公園多目的競技場) - 10月13日に代替開催。
  - 同・藤枝MYFC vs カマタマーレ讃岐 (藤枝総合運動公園サッカー場) - 10月13日に代替開催。
  - 同・セレッソ大阪U-23 vs 福島ユナイテッドFC (ヤンマースタジアム長居) - 10月13日に代替開催。

- 10月13日開催予定試合
  - J2第36節・モンテディオ山形 vs FC岐阜 (NDソフトスタジアム山形) - 10月14日開催に変更 (10月12日に決定)
  - J3第26節・ヴァンラーレ八戸 vs SC相模原 (ダイハツスタジアム) - 10月14日開催に変更 (10月11日に決定)。
  - 同・AC長野パルセイロ vs Y.S.C.C.横浜 (長野Uスタジアム) - 10月12日に中止決定。10月31日に代替開催。

11月16日
この日行われたJ2 第41節第1日の結果により、柏レイソルのJ2優勝 (9年ぶり2回目)およびJ1昇格が決定。
11月18日
2019年度から創設された、Jリーグ規約第30条「理想のスタジアム」に合致させるための抜本的なスタジアム整備事業に対して支給される「スタジアム整備補助金」を以下の4クラブに対して交付することを決定。
- セレッソ大阪 (「桜スタジアムプロジェクト」に係るクラブ負担金)
- ヴィッセル神戸 (ノエビアスタジアム神戸へのスカイボックスの増設)
- サンフレッチェ広島 (広島市中央公園におけるスタジアム建設計画にかかる調査費)
- V・ファーレン長崎 (三菱重工業長崎造船所跡地におけるスタジアム建設計画にかかる調査費)

また、この日行われた理事会で、松本山雅FCのホームタウンを「松本市・塩尻市・山形村・安曇野市・大町市・池田町・生坂村・箕輪町・朝日村」に変更 (箕輪町・朝日村を追加)することを承認。
また、この日行われた理事会で、FC今治のJ3入会を承認。
11月24日
この日行われたJ2第42節・柏レイソル vs 京都サンガF.C. (三協フロンテア柏スタジアム) で、柏が13-1で勝利（詳細）。柏の13得点・12点差、両チーム合計14得点、柏FWオルンガの1試合8得点はいずれもJリーグの最多記録を更新。
11月30日
この日発生したDAZNの配信トラブルに伴いJ1第33節の全9試合が試合開始から視聴不可能な状態に（後半に入って復旧）。原因は、ウェブサイト及びアプリ上で各試合が表示されるタイル画像（サムネイル）と、ライブ映像のデータを紐付けるメタデータ（属性情報）生成ソフトの不具合にあったことが後日明らかになっている。
12月1日
この日行われたJ3第33節の結果により、ギラヴァンツ北九州のJ3優勝 (初優勝)が決定。リーグ最下位の翌年に優勝するのはJリーグ史上初。
12月7日
この日行われたJ1第34節の結果により、横浜F・マリノスのJ1優勝 (15年ぶり4回目) が決定。また、「優勝決定戦」となった横浜F・マリノス vs FC東京の一戦（日産スタジアム）の観客動員数が 63,854人 となり、2013年11月30日のJ1第33節・横浜F・マリノス vs アルビレックス新潟（日産スタジアム） で記録した 62,632人を上回り、1試合のJ1最多観客動員を記録。

## J1
| 順 | チーム                 | 試 | 勝 | 分 | 敗 | 得 | 失 | 差  | 点 | 出場権または降格               |
| -- | ---------------------- | -- | -- | -- | -- | -- | -- | --- | -- | ------------------------------ |
| 1  | 横浜F・マリノス (C)    | 34 | 22 | 4  | 8  | 68 | 38 | +30 | 70 | ACL2020 グループステージ出場   |
| 2  | FC東京                 | 34 | 19 | 7  | 8  | 46 | 29 | +17 | 64 | ACL2020 プレーオフステージ出場 |
| 3  | 鹿島アントラーズ       | 34 | 18 | 9  | 7  | 54 | 30 | +24 | 63 | ACL2020 プレーオフステージ出場 |
| 4  | 川崎フロンターレ       | 34 | 16 | 12 | 6  | 57 | 34 | +23 | 60 | J1残留                         |
| 5  | セレッソ大阪           | 34 | 18 | 5  | 11 | 39 | 25 | +14 | 59 | J1残留                         |
| 6  | サンフレッチェ広島     | 34 | 15 | 10 | 9  | 45 | 29 | +16 | 55 | J1残留                         |
| 7  | ガンバ大阪             | 34 | 12 | 11 | 11 | 54 | 48 | +6  | 47 | J1残留                         |
| 8  | ヴィッセル神戸         | 34 | 14 | 5  | 15 | 61 | 59 | +2  | 47 | ACL2020 グループステージ出場   |
| 9  | 大分トリニータ         | 34 | 12 | 11 | 11 | 35 | 35 | 0   | 47 | J1残留                         |
| 10 | 北海道コンサドーレ札幌 | 34 | 13 | 7  | 14 | 54 | 49 | +5  | 46 | J1残留                         |
| 11 | ベガルタ仙台           | 34 | 12 | 5  | 17 | 38 | 45 | −7  | 41 | J1残留                         |
| 12 | 清水エスパルス         | 34 | 11 | 6  | 17 | 45 | 69 | −24 | 39 | J1残留                         |
| 13 | 名古屋グランパス       | 34 | 9  | 10 | 15 | 45 | 50 | −5  | 37 | J1残留                         |
| 14 | 浦和レッズ             | 34 | 9  | 10 | 15 | 34 | 50 | −16 | 37 | J1残留                         |
| 15 | サガン鳥栖             | 34 | 10 | 6  | 18 | 32 | 53 | −21 | 36 | J1残留                         |
| 16 | 湘南ベルマーレ (O)     | 34 | 10 | 6  | 18 | 40 | 63 | −23 | 36 | J1参入プレーオフ出場（残留）   |
| 17 | 松本山雅FC (R)         | 34 | 6  | 13 | 15 | 21 | 40 | −19 | 31 | J2リーグ 2020へ降格            |
| 18 | ジュビロ磐田 (R)       | 34 | 8  | 7  | 19 | 29 | 51 | −22 | 31 | J2リーグ 2020へ降格            |

1. ↑  第99回天皇杯優勝クラブとして出場

## J2
| 順 | チーム                   | 試 | 勝 | 分 | 敗 | 得 | 失 | 差  | 点 | 昇格または降格       |
| -- | ------------------------ | -- | -- | -- | -- | -- | -- | --- | -- | -------------------- |
| 1  | 柏レイソル (C, P)        | 42 | 25 | 9  | 8  | 85 | 33 | +52 | 84 | J1昇格               |
| 2  | 横浜FC (P)               | 42 | 23 | 10 | 9  | 66 | 40 | +26 | 79 | J1昇格               |
| 3  | 大宮アルディージャ       | 42 | 20 | 15 | 7  | 62 | 40 | +22 | 75 | J1参入プレーオフ進出 |
| 4  | 徳島ヴォルティス         | 42 | 21 | 10 | 11 | 67 | 45 | +22 | 73 | J1参入プレーオフ進出 |
| 5  | ヴァンフォーレ甲府       | 42 | 20 | 11 | 11 | 64 | 40 | +24 | 71 | J1参入プレーオフ進出 |
| 6  | モンテディオ山形         | 42 | 20 | 10 | 12 | 59 | 40 | +19 | 70 | J1参入プレーオフ進出 |
| 7  | 水戸ホーリーホック       | 42 | 19 | 13 | 10 | 56 | 37 | +19 | 70 |                      |
| 8  | 京都サンガF.C.           | 42 | 19 | 11 | 12 | 59 | 56 | +3  | 68 |                      |
| 9  | ファジアーノ岡山         | 42 | 18 | 11 | 13 | 49 | 47 | +2  | 65 |                      |
| 10 | アルビレックス新潟       | 42 | 17 | 11 | 14 | 71 | 52 | +19 | 62 |                      |
| 11 | ツエーゲン金沢           | 42 | 15 | 16 | 11 | 58 | 46 | +12 | 61 |                      |
| 12 | V・ファーレン長崎        | 42 | 17 | 5  | 20 | 57 | 61 | −4  | 56 |                      |
| 13 | 東京ヴェルディ           | 42 | 14 | 13 | 15 | 59 | 59 | 0   | 55 |                      |
| 14 | FC琉球                   | 42 | 13 | 10 | 19 | 57 | 80 | −23 | 49 |                      |
| 15 | レノファ山口FC           | 42 | 13 | 8  | 21 | 54 | 70 | −16 | 47 |                      |
| 16 | アビスパ福岡             | 42 | 12 | 8  | 22 | 39 | 62 | −23 | 44 |                      |
| 17 | ジェフユナイテッド千葉   | 42 | 10 | 13 | 19 | 46 | 64 | −18 | 43 |                      |
| 18 | FC町田ゼルビア           | 42 | 9  | 16 | 17 | 36 | 59 | −23 | 43 |                      |
| 19 | 愛媛FC                   | 42 | 12 | 6  | 24 | 46 | 62 | −16 | 42 |                      |
| 20 | 栃木SC                   | 42 | 8  | 16 | 18 | 33 | 53 | −20 | 40 |                      |
| 21 | 鹿児島ユナイテッドFC (R) | 42 | 11 | 7  | 24 | 41 | 73 | −32 | 40 | J3降格               |
| 22 | FC岐阜 (R)               | 42 | 7  | 9  | 26 | 33 | 78 | −45 | 30 | J3降格               |

## J3
| 順 | チーム                    | 試 | 勝 | 分 | 敗 | 得 | 失 | 差  | 点 | 昇格または降格 |
| -- | ------------------------- | -- | -- | -- | -- | -- | -- | --- | -- | -------------- |
| 1  | ギラヴァンツ北九州 (C, P) | 34 | 19 | 9  | 6  | 51 | 27 | +24 | 66 | J2昇格         |
| 2  | ザスパクサツ群馬 (P)      | 34 | 18 | 9  | 7  | 59 | 34 | +25 | 63 | J2昇格         |
| 3  | 藤枝MYFC                  | 34 | 18 | 9  | 7  | 42 | 31 | +11 | 63 |                |
| 4  | カターレ富山              | 34 | 16 | 10 | 8  | 54 | 31 | +23 | 58 |                |
| 5  | ロアッソ熊本              | 34 | 16 | 9  | 9  | 45 | 39 | +6  | 57 |                |
| 6  | セレッソ大阪U-23          | 34 | 16 | 4  | 14 | 49 | 56 | −7  | 52 |                |
| 7  | ガイナーレ鳥取            | 34 | 14 | 8  | 12 | 49 | 59 | −10 | 50 |                |
| 8  | ブラウブリッツ秋田        | 34 | 13 | 10 | 11 | 45 | 35 | +10 | 49 |                |
| 9  | AC長野パルセイロ          | 34 | 13 | 10 | 11 | 35 | 34 | +1  | 49 |                |
| 10 | ヴァンラーレ八戸          | 34 | 14 | 6  | 14 | 49 | 42 | +7  | 48 |                |
| 11 | 福島ユナイテッドFC        | 34 | 13 | 4  | 17 | 45 | 53 | −8  | 43 |                |
| 12 | アスルクラロ沼津          | 34 | 11 | 6  | 17 | 35 | 43 | −8  | 39 |                |
| 13 | Y.S.C.C.横浜              | 34 | 12 | 3  | 19 | 53 | 65 | −12 | 39 |                |
| 14 | カマタマーレ讃岐          | 34 | 10 | 9  | 15 | 33 | 49 | −16 | 39 |                |
| 15 | SC相模原                  | 34 | 10 | 8  | 16 | 36 | 45 | −9  | 38 |                |
| 16 | FC東京U-23 (Z)            | 34 | 9  | 9  | 16 | 43 | 52 | −9  | 36 | 活動終了       |
| 17 | ガンバ大阪U-23            | 34 | 9  | 8  | 17 | 54 | 55 | −1  | 35 |                |
| 18 | いわてグルージャ盛岡      | 34 | 7  | 5  | 22 | 36 | 63 | −27 | 26 |                |

## 昇格・降格
J1からJ2への降格
- J1 第33節 (11月30日) の結果により、ジュビロ磐田と松本山雅FCの17位以下が確定し、J2降格が確定。

J2からJ1への昇格
- J2 第41節 (11月16日) の結果により柏レイソルの優勝が確定し、J1昇格が決定。
- J2 第42節 (11月24日) の結果により横浜FCの2位が確定し、J1昇格が決定。

J2からJ3への降格
- J2 第41節 (11月16日) の結果によりFC岐阜の22位が確定し、J3降格が確定。
- J2 第42節 (11月24日) の結果により鹿児島ユナイテッドFCの21位が確定し、J3 第34節 (12月8日) の結果によりJ3降格が確定。

J3からJ2への昇格
- J3 第32節第2日 (11月24日) の結果によりギラヴァンツ北九州の2位以上が確定し、J2昇格が決定。
- J3 第34節 (12月8日) の結果によりザスパクサツ群馬の2位が確定し、J2昇格が決定。

JFLからJ3への参入
- JFL 第27節 (11月10日) の結果によりFC今治のJ3参入のための成績条件 (JFLで年間4位以内およびJリーグ百年構想クラブ内での上位2クラブ) を満たすことが確定。11月18日のJリーグ理事会で今治のJリーグ入会 (J3参入) を承認。
- なお、東京武蔵野シティFCもJFLでの成績要件を満たしたものの、平均観客動員数基準（1試合2,000人以上）を充足できないため、Jリーグ入会を断念している。

### J1参入プレーオフ
2019 J1参入プレーオフ（2019 J.League J1/J2 Play-Offs）

|  | 1回戦 (12月1日・鳴門大塚 / NACK) | 1回戦 (12月1日・鳴門大塚 / NACK) | 1回戦 (12月1日・鳴門大塚 / NACK) |  |  | 2回戦 (12月8日・鳴門大塚) | 2回戦 (12月8日・鳴門大塚) | 2回戦 (12月8日・鳴門大塚) |  |  | 決定戦 (12月14日・BMWス) | 決定戦 (12月14日・BMWス) | 決定戦 (12月14日・BMWス) |
|  |                                  |                                  |                                  |  |  |                           |                           |                           |  |  |                          |                          |                          |
|  | J2 4位                           | 徳島ヴォルティス                 | 1                                |  |  |                           |                           |                           |  |  |                          |                          |                          |
|  | J2 5位                           | ヴァンフォーレ甲府               | 1                                |  |  |                           |                           |                           |  |  | J1 16位                  | 湘南ベルマーレ           | 1                        |
|  |                                  |                                  |                                  |  |  | J2 4位                    | 徳島ヴォルティス          | 1                         |  |  | J2 4位                   | 徳島ヴォルティス         | 1                        |
|  |                                  |                                  |                                  |  |  | J2 6位                    | モンテディオ山形          | 0                         |  |  |                          |                          |                          |
|  | J2 3位                           | 大宮アルディージャ               | 0                                |  |  |                           |                           |                           |  |  |                          |                          |                          |
|  | J2 6位                           | モンテディオ山形                 | 2                                |  |  |                           |                           |                           |  |  |                          |                          |                          |

#### 1回戦
| 大宮アルディージャ (J2・3位) | 0 - 2             | モンテディオ山形 (J2・6位)                         |
| ---------------------------- | ----------------- | -------------------------------------------------- |
|                              | 公式記録 試合経過 | - (イッペイ・シノヅカ) 73分 (o.g.) - 山岸祐也 82分 |

| 徳島ヴォルティス (J2・4位) | 1 - 1             | ヴァンフォーレ甲府 (J2・5位) |
| -------------------------- | ----------------- | ---------------------------- |
| ヨルディ・バイス 37分      | 公式記録 試合経過 | ピーター・ウタカ 39分        |

引き分けのため、シーズン成績上位の徳島が2回戦進出。

#### 2回戦
| 徳島ヴォルティス (J2・4位) | 1 - 0             | モンテディオ山形 (J2・6位) |
| -------------------------- | ----------------- | -------------------------- |
| 河田篤秀 53分              | 公式記録 試合経過 |                            |

#### 決定戦
決定戦に挑むのは、J1からは最終節試合終了直前の失点で松本と引き分け、鳥栖と勝ち点で並びながら得失点差で16位から抜け出せなかった湘南 と、J2からは5位甲府と引き分け、6位山形をFW河田篤秀の挙げた虎の子の一点を守り切って下した4位徳島 の2チーム。徳島には湘南在籍経験がある者が5人 (GK梶川裕嗣、MF岩尾憲、DF福岡将太、MF藤田征也、FW表原玄太)おり、因縁の対決となった。
試合は序盤から6年ぶりのJ1昇格を目指す徳島が攻勢に出て、前半20分、徳島が左コーナーキックのチャンスを得ると、MF野村直輝の放ったボールをファーサイドで待っていたDF石井秀典が頭で中央に折り返し、これをゴール正面でMF鈴木徳真がボレーシュートを叩き込み、徳島が先制する。前半はこのまま終了し、徳島の1点リードで折り返す。
後のなくなった湘南は、後半開始からFWクリスランを投入。すると徐々に敵陣に押し込む回数が増え、徳島が引いて守る時間帯が増えてくる。そして後半19分、左サイドで粘った湘南MF鈴木冬一が左サイドのスペースにボールを送ると、これを湘南FW山﨑凌吾がつないでセンタリング。中央に走り込んだクリスランがスルーすると後方から相手DF陣の間に割って入ったMF松田天馬が左足でゴールに流し込み、1-1に追いつく。形勢を逆転された徳島はDFヨルディ・バイスを前線に上げてパワープレーを試みるが、湘南の必死のディフェンスに阻まれゴールを奪えず、後半45分のFW河田篤秀のヘディングシュートや終了間際のMF鈴木徳真のミドルシュートもわずかに枠の右に逸れ、1-1のまま試合終了。レギュレーションにより、J1・16位の湘南がJ1残留を果たした。
| 湘南ベルマーレ (J1・16位) | 1 - 1             | 徳島ヴォルティス (J2・4位) |
| ------------------------- | ----------------- | -------------------------- |
| 松田天馬 64分             | 公式記録 試合経過 | 鈴木徳真 20分              |

| 徳島ヴォルティス     |    |                  |  |        |
| GK                   | 21 | 梶川裕嗣         |  |        |
| DF                   | 02 | 田向泰輝         |  |        |
| DF                   | 03 | ヨルディ・バイス |  |        |
| DF                   | 05 | 石井秀典         |  |        |
| DF                   | 07 | 内田裕斗         |  |        |
| MF                   | 08 | 岩尾憲           |  |        |
| MF                   | 23 | 鈴木徳真         |  |        |
| MF                   | 30 | 小西雄大         |  | 62分   |
| FW                   | 09 | 河田篤秀         |  | 90+2分 |
| FW                   | 11 | 野村直輝         |  |        |
| FW                   | 44 | 島屋八徳         |  | 70分   |
| 控え                 |    |                  |  |        |
| GK                   | 31 | 長谷川徹         |  |        |
| DF                   | 20 | 福岡将太         |  |        |
| MF                   | 13 | 清武功暉         |  | 90+2分 |
| MF                   | 14 | 杉本竜士         |  | 70分   |
| MF                   | 16 | 渡井理己         |  | 62分   |
| MF                   | 22 | 藤田征也         |  |        |
| FW                   | 47 | 押谷祐樹         |  |        |
|                      |    |                  |  |        |
| 監督                 |    |                  |  |        |
| リカルド・ロドリゲス |    |                  |  |        |

## 表彰
Jリーグアウォーズは2019年12月8日に開催された。
| 賞                       | 受賞者 |
| ------------------------ | --- |
| 最優秀選手賞             | 仲川輝人 (横浜F・マリノス) |
| 得点王                   | 仲川輝人 (横浜F・マリノス) |
| 得点王                   | マルコス・ジュニオール (横浜F・マリノス) |
| ベストヤングプレーヤー賞 | 田中碧 (川崎フロンターレ) |
| 優勝監督賞 (J1)          | アンジェ・ポステコグルー (横浜F・マリノス) |
| 優勝監督賞 (J2)          | ネルシーニョ (柏レイソル) |
| 優勝監督賞 (J3)          | 小林伸二 (ギラヴァンツ北九州) |
| 優秀監督賞 (J1)          | 片野坂知宏 (大分トリニータ) |
| 優秀監督賞 (J2)          | 下平隆宏 (横浜FC) |
| 優秀監督賞 (J3)          | 石崎信弘 (藤枝MYFC) |
| 最優秀主審賞             | 西村雄一 |
| 最優秀副審賞             | 越智新次 |
| フェアプレー賞 高円宮杯  | FC東京 |
| フェアプレー賞 (J1)      | サンフレッチェ広島、大分トリニータ、セレッソ大阪、ベガルタ仙台、名古屋グランパス、ガンバ大阪、松本山雅FC、鹿島アントラーズ、川崎フロンターレ、清水エスパルス、ヴィッセル神戸、浦和レッズ                                   |
| フェアプレー賞 (J2)      | ファジアーノ岡山、愛媛FC、東京ヴェルディ、栃木SC、ヴァンフォーレ甲府、大宮アルディージャ、京都サンガF.C.、アルビレックス新潟、FC琉球、モンテディオ山形、V・ファーレン長崎、FC岐阜、横浜FC                                  |
| フェアプレー賞 (J3)      | セレッソ大阪U-23、ブラウブリッツ秋田、アスルクラロ沼津、AC長野パルセイロ、ガイナーレ鳥取、ロアッソ熊本、ザスパクサツ群馬、カターレ富山、カマタマーレ讃岐、ギラヴァンツ北九州、ガンバ大阪U-23、FC東京U-23、ヴァンラーレ八戸 |
| フェアプレー個人賞       | 該当者なし |
| 功労選手賞               | 小笠原満男、 川口能活、 中澤佑二、 楢﨑正剛、 播戸竜二、 巻誠一郎、 森崎和幸、 アレックス |
| 最優秀育成クラブ賞       | 京都サンガF.C. |
| 最優秀ゴール賞           | ダビド・ビジャ (ヴィッセル神戸) 第17節 vs名古屋戦 27分 (ノエスタ) |

### ベストイレブン
| ポジション | 選手名                 | 受賞回数 | 所属クラブ      |
| ---------- | ---------------------- | -------- | --------------- |
| GK         | 林彰洋                 | 初       | FC東京          |
| DF         | 室屋成                 | 初       | FC東京          |
| DF         | 森重真人               | 5        | FC東京          |
| DF         | チアゴ・マルチンス     | 初       | 横浜F・マリノス |
| MF         | 橋本拳人               | 初       | FC東京          |
| MF         | 喜田拓也               | 初       | 横浜F・マリノス |
| MF         | アンドレス・イニエスタ | 初       | ヴィッセル神戸  |
| FW         | ディエゴ・オリヴェイラ | 初       | FC東京          |
| FW         | 永井謙佑               | 初       | FC東京          |
| FW         | 仲川輝人               | 初       | 横浜F・マリノス |
| FW         | マルコス・ジュニオール | 初       | 横浜F・マリノス |

### 月間MVP
| 月         | J1                     | J1                 | J1     |                  | J2                 | J2     | J2                 |                    | J3       | J3               | J3     |
| 月         | 選手                   | 所属               | 出典   | 選手             | 所属               | 出典   | 選手               | 所属               | 出典     |                  |        |
| ---------- | ---------------------- | ------------------ | ------ | ---------------- | ------------------ | ------ | ------------------ | ------------------ | -------- | ---------------- | ------ |
| 2月・3月   | 藤本憲明               | 大分トリニータ     | [ 70 ] |                  | 鈴木孝司           | FC琉球 | [ 71 ]             |                    | 山田寛人 | セレッソ大阪U-23 | [ 72 ] |
| 4月        | ディエゴ・オリヴェイラ | FC東京             | [ 73 ] | イ・ヨンジェ     | ファジアーノ岡山   | [ 74 ] | 森島康仁           | 藤枝MYFC           | [ 75 ]   |                  |        |
| 5月        | 喜田拓也               | 横浜F・マリノス    | [ 76 ] | 仙頭啓矢         | 京都サンガF.C.     | [ 77 ] | 髙木彰人           | ガンバ大阪U-23     | [ 78 ]   |                  |        |
| 6月        | シマオ・マテ           | ベガルタ仙台       | [ 79 ] | 岩尾憲           | 徳島ヴォルティス   | [ 80 ] | 北村知也           | ロアッソ熊本       | [ 81 ]   |                  |        |
| 7月        | セルジーニョ           | 鹿島アントラーズ   | [ 82 ] | クリスティアーノ | 柏レイソル         | [ 83 ] | フェルナンジーニョ | ガイナーレ鳥取     | [ 84 ]   |                  |        |
| 8月        | 柏好文                 | サンフレッチェ広島 | [ 85 ] | オルンガ         | 柏レイソル         | [ 86 ] | 髙澤優也           | ザスパクサツ群馬   | [ 87 ]   |                  |        |
| 9月        | 西澤健太               | 清水エスパルス     | [ 88 ] | レオナルド       | アルビレックス新潟 | [ 89 ] | 中村亮太           | ブラウブリッツ秋田 | [ 90 ]   |                  |        |
| 10月       | 仲川輝人               | 横浜F・マリノス    | [ 91 ] | レオナルド       | アルビレックス新潟 | [ 92 ] | 林誠道             | ガイナーレ鳥取     | [ 93 ]   |                  |        |
| 11月・12月 | 宇佐美貴史             | ガンバ大阪         | [ 94 ] | 曽根田穣         | ヴァンフォーレ甲府 | [ 95 ] | 加藤弘堅           | ギラヴァンツ北九州 | [ 96 ]   |                  |        |

### 月間ベストゴール
| 月         | 選手           | 所属             | 節   | 対戦相手 (試合会場) | 得点時間 | 出典    |
| ---------- | -------------- | ---------------- | ---- | ------------------- | -------- | ------- |
| 2月・3月   | 伊藤翔         | 鹿島アントラーズ | 2節  | 川崎 (等々力)       | 21分     | [ 97 ]  |
| 4月        | レオ・シルバ   | 鹿島アントラーズ | 6節  | 名古屋 (カシマ)     | 81分     | [ 98 ]  |
| 5月        | 山根視来       | 湘南ベルマーレ   | 12節 | 浦和 (埼玉)         | 90+4分   | [ 99 ]  |
| 6月        | ダビド・ビジャ | ヴィッセル神戸   | 17節 | 名古屋 (ノエスタ)   | 27分     | [ 100 ] |
| 7月        | 小池裕太       | 鹿島アントラーズ | 18節 | 磐田 (カシマ)       | 40分     | [ 101 ] |
| 8月        | 田中順也       | ヴィッセル神戸   | 24節 | 鳥栖 (駅スタ)       | 22分     | [ 102 ] |
| 9月        | 田中亜土夢     | セレッソ大阪     | 26節 | 浦和 (埼玉)         | 84分     | [ 103 ] |
| 10月       | 柿谷曜一朗     | セレッソ大阪     | 29節 | 札幌 (札幌ド)       | 6分      | [ 104 ] |
| 11月・12月 | ドウグラス     | 清水エスパルス   | 34節 | 鳥栖 (アイスタ)     | 68分     | [ 105 ] |

| 月       | 選手             | 所属             | 節   | 対戦相手 (試合会場) | 得点時間 | 出典    |
| -------- | ---------------- | ---------------- | ---- | ------------------- | -------- | ------- |
| 2月・3月 | 清武功暉         | 徳島ヴォルティス | 2節  | 岐阜 (鳴門大塚)     | 90+5分   | [ 106 ] |
| 4月      | 仲間隼斗         | ファジアーノ岡山 | 10節 | 徳島 (Ｃスタ)       | 75分     | [ 107 ] |
| 5月      | 小屋松知哉       | 京都サンガF.C.   | 15節 | 山口 (西京極)       | 85分     | [ 108 ] |
| 6月      | ロメロ・フランク | FC町田ゼルビア   | 20節 | 千葉 (フクアリ)     | 87分     | [ 109 ] |
| 7月      | 松井大輔         | 横浜FC           | 24節 | 千葉 (フクアリ)     | 65分     | [ 110 ] |
| 8月      | クリスティアーノ | 柏レイソル       | 29節 | 岐阜 (長良川)       | 7分      | [ 111 ] |
| 9月      | 神谷優太         | 愛媛FC           | 34節 | 栃木 (ニンスタ)     | 90+1分   | [ 112 ] |
| 10月     | 中村俊輔         | 横浜FC           | 38節 | 東京V (ニッパツ)    | 26分     | [ 113 ] |
| 11月     | クリスティアーノ | 柏レイソル       | 42節 | 京都 (三協F柏)      | 60分     | [ 114 ] |

| 月         | 選手       | 所属               | 節   | 対戦相手 (試合会場) | 得点時間 | 出典    |
| ---------- | ---------- | ------------------ | ---- | ------------------- | -------- | ------- |
| 2月・3月   | 福家勇輝   | カマタマーレ讃岐   | 1節  | 岩手 (ピカスタ)     | 27分     | [ 115 ] |
| 4月        | 高瀬優孝   | ロアッソ熊本       | 7節  | 沼津 (愛鷹)         | 3分      | [ 116 ] |
| 5月        | 黒木晃平   | ロアッソ熊本       | 9節  | 鳥取 (えがおＳ)     | 57分     | [ 117 ] |
| 6月        | 我那覇和樹 | カマタマーレ讃岐   | 12節 | YS横浜 (ピカスタ)   | 34分     | [ 118 ] |
| 7月        | 池谷友喜   | カマタマーレ讃岐   | 17節 | F東23 (味フィ西)    | 30分     | [ 119 ] |
| 8月        | 林誠道     | ガイナーレ鳥取     | 19節 | F東23 (味フィ西)    | 49分     | [ 120 ] |
| 9月        | 濱託巳     | アスルクラロ沼津   | 24節 | 群馬 (正田スタ)     | 83分     | [ 121 ] |
| 10月       | 髙橋大悟   | ギラヴァンツ北九州 | 26節 | 岩手 (ミクスタ)     | 2分      | [ 122 ] |
| 11月・12月 | 髙橋大悟   | ギラヴァンツ北九州 | 32節 | 群馬 (正田スタ)     | 36分     | [ 123 ] |

### 月間最優秀監督賞
| 月       | J1                       | J1                 | J1      |                      | J2                 | J2      | J2       |                    | J3       | J3                 | J3      |
| 月       | 監督                     | 所属               | 出典    |                      | 監督               | 所属    | 出典     |                    | 監督     | 所属               | 出典    |
| -------- | ------------------------ | ------------------ | ------- | -------------------- | ------------------ | ------- | -------- | ------------------ | -------- | ------------------ | ------- |
| 2月・3月 | 風間八宏                 | 名古屋グランパス   | [ 124 ] |                      | 樋口靖洋           | FC琉球  | [ 125 ]  |                    | 小林伸二 | ギラヴァンツ北九州 | [ 126 ] |
| 4月      | 長谷川健太               | FC東京             | [ 127 ] | 高木琢也             | 大宮アルディージャ | [ 128 ] | 石﨑信弘 | 藤枝MYFC           | [ 129 ]  |                    |         |
| 5月      | アンジェ・ポステコグルー | 横浜F・マリノス    | [ 130 ] | 中田一三             | 京都サンガF.C.     | [ 131 ] | 渋谷洋樹 | ロアッソ熊本       | [ 132 ]  |                    |         |
| 6月      | 渡邉晋                   | ベガルタ仙台       | [ 133 ] | リカルド・ロドリゲス | 徳島ヴォルティス   | [ 134 ] | 小林伸二 | ギラヴァンツ北九州 | [ 135 ]  |                    |         |
| 7月      | 大岩剛                   | 鹿島アントラーズ   | [ 136 ] | 下平隆宏             | 横浜FC             | [ 137 ] | 髙木理己 | ガイナーレ鳥取     | [ 138 ]  |                    |         |
| 8月      | 城福浩                   | サンフレッチェ広島 | [ 139 ] | ネルシーニョ         | 柏レイソル         | [ 140 ] | 布啓一郎 | ザスパクサツ群馬   | [ 141 ]  |                    |         |
| 9月      | 篠田善之                 | 清水エスパルス     | [ 142 ] | 有馬賢二             | ファジアーノ岡山   | [ 143 ] | 安達亮   | カターレ富山       | [ 144 ]  |                    |         |
| 10月     | アンジェ・ポステコグルー | 横浜F・マリノス    | [ 145 ] | リカルド・ロドリゲス | 徳島ヴォルティス   | [ 146 ] | 髙木理己 | ガイナーレ鳥取     | [ 147 ]  |                    |         |
| 11・12月 | アンジェ・ポステコグルー | 横浜F・マリノス    | [ 148 ] | 下平隆宏             | 横浜FC             | [ 149 ] | 横山雄次 | AC長野パルセイロ   | [ 150 ]  |                    |         |

## 協賛団体
| 協賛カテゴリー種別                                  | 協賛団体名                                                                      | 契約開始年度 |
| --------------------------------------------------- | ------------------------------------------------------------------------------- | ------------ |
| Jリーグタイトルパートナー                           | 明治安田生命保険                                                                | 2015年       |
| Jリーグトップパートナー                             | キヤノン キヤノンマーケティングジャパン                                         | 1996年       |
| Jリーグトップパートナー                             | アイデム                                                                        | 2005年       |
| Jリーグトップパートナー                             | 明治安田生命保険                                                                | 2014年       |
| Jリーグトップパートナー                             | ルートインジャパン                                                              | 2015年       |
| Jリーグトップパートナー                             | イオンリテール                                                                  | 2015年       |
| Jリーグトップパートナー                             | エレクトロニック・アーツ (EAスポーツ)                                           | 2016年       |
| Jリーグトップパートナー                             | マスターカード・ジャパン                                                        | 2017年       |
| Jリーグトップパートナー                             | NTTドコモ                                                                       | 2017年       |
| Jリーグトップパートナー                             | コナミデジタルエンタテインメント                                                | 2018年       |
| Jリーグトップパートナー                             | いちご                                                                          | 2019年       |
| Jリーグ百年構想パートナー                           | 朝日新聞社                                                                      | 2003年       |
| リーグカップ戦スポンサー                            | ヤマザキビスケット                                                              | 1992年       |
| スーパーカップスポンサー                            | 富士ゼロックス                                                                  | 1994年       |
| Jリーグオフィシャルエクイップメントパートナー       | モルテン                                                                        | 1993年       |
| Jリーグオフィシャルエクイップメントパートナー       | アディダス ジャパン                                                             | 2005年       |
| Jリーグオフィシャルブロードキャスティングパートナー | Perform Investment Limited (DAZN)                                               | 2017年       |
| Jリーグスポーツ振興パートナー                       | 日本スポーツ振興センター (スポーツ振興くじ <toto>)                              | 2003年       |
| JリーグオフィシャルECプラットフォームパートナー     | 楽天                                                                            | 2017年       |
| Jリーグオフィシャルテクノロジーパートナー           | NTTグループ                                                                     | 2017年       |
| Jリーグオフィシャルタイムキーパー                   | TAG HEUER, Branch of LVMH Swiss Manufactures SA                                 | 2019年       |
| Jリーグサポーティングカンパニー                     | ヤフー (Yahoo! JAPAN)                                                           | 2015年       |
| Jリーグサポーティングカンパニー                     | デロイトトーマツファイナンシャルアドバイザリー デロイトトーマツコンサルティング | 2017年       |
| Ｊリーグマーケティングパートナー                    | 電通                                                                            | 2015年       |

## Jリーグ百年構想クラブ
特記なしはいずれも日本フットボールリーグ (JFL)所属
前年度からの継続
- 栃木シティFC (関東サッカーリーグ1部)
- 東京武蔵野シティFC
- 奈良クラブ
- FC今治

2019年2月承認
- ラインメール青森
- テゲバジャーロ宮崎

2019年7月脱退
- tonan前橋 (関東サッカーリーグ2部)

## 2020年度クラブライセンス審査結果
2019年9月27日、Jリーグは2020シーズンのクラブライセンスのうち、J1・J2のライセンスについて、クラブライセンス交付第一審機関 (FIB)による審査結果を発表した。J2ライセンス以上についてはJ1・J2の40クラブ、J3の8クラブ (秋田・群馬・富山・長野・鳥取・讃岐・北九州・熊本)の計48クラブから申請があり、申請した48クラブ全てにライセンスが交付された。水戸は前年に続き解除条件付きのJ1ライセンスとなったほか、町田・鹿児島・琉球は2018年改定で新たに加わった「施設基準の例外規定 (5年以内のスタジアムの新設)」適用申請が認められ、初のJ1ライセンスを交付された。なお、水戸は最終順位が7位となりJ1昇格の可能性がなくなったことから、スタジアムの短期改修工事を行わないため、J2ライセンスとすることが確定した。
なお水戸以外のJ2ライセンス交付となった4クラブについては、いづれもトレーニング施設がJ1基準を充足していないこと、鳥取は加えてホームスタジアムの入場可能人数がJ1基準を満たしていないことを理由としてJ2ライセンスの発給となった。
一方、J3クラブライセンスについては、まず2019年9月24日に「J3入会を希望するクラブ」に対するJ3クラブライセンス申請の審査結果が公表され、申請のあった4クラブに対してJ3ライセンス交付の判定となったことを発表した。青森と武蔵野は初のJ3ライセンス交付となり、武蔵野については2018年改定で新たに加わった「施設基準の例外規定 (5年以内のスタジアムの新設)」適用申請が認められた形となった。（なお武蔵野は上記の通りJ3入会の案件である「J3ライセンス」「JFL4位以内、かつ百年構想クラブ上位2番目まで」をクリアしているが、当時のもう一つの入会案件であった「1試合平均2000人以上」の条件を満たせなかったため、昇格を見送っている。）
2019年10月24日には、J2以上のライセンスを取得していない、J3リーグに参加している7クラブ (八戸・盛岡・福島・YS横浜・相模原・藤枝・沼津)に対するライセンス申請の審査結果が公表され、すべてのクラブにJ3ライセンス交付の判定の結果となった。なお、Jリーグ百年構想クラブのうち、JFLに所属するテゲバジャーロ宮崎は一旦申請したものの、2020年シーズン開幕までに完成予定だった新ホームスタジアムの完成が遅れる見通しとなり申請を取り下げた ほか、地域リーグ・関東サッカーリーグ1部に所属する栃木シティフットボールクラブと、関東サッカーリーグ2部のtonan前橋（7月31日付で百年構想クラブ資格返上）はJ3ライセンス申請を行っていない。
クラブ名の後ろに「」が付いたクラブは当該ライセンスを初めて交付されたクラブ。「（例外）」はスタジアムや練習場の上位ライセンス基準を充足するための改修・改築、ないしは新設計画があることによる例外規定を適用した特例で上位ライセンスを取得したクラブ。
- J1ライセンス (44クラブ→43クラブ) - 札幌、仙台、山形、鹿島、栃木、群馬、浦和、大宮、千葉、柏、FC東京、東京V、町田（例外）、川崎、横浜FM、横浜FC、湘南、甲府、松本、新潟、富山、金沢、清水、磐田、名古屋、岐阜、京都、G大阪、C大阪、神戸、岡山、広島、山口、徳島、愛媛、福岡、北九州、鳥栖、長崎、熊本、大分、鹿児島（例外）、琉球（例外）
- J2ライセンス (4クラブ→5クラブ) - 秋田、水戸 (条件付きJ1ライセンス→J2ライセンスに変更)、長野、鳥取、讃岐
- J3ライセンス (11クラブ) - 青森、八戸、盛岡、福島、武蔵野（例外）、YS横浜、相模原、藤枝、沼津、奈良、今治